# Auletobius suturalis
Auletobius suturalis is een keversoort uit de familie Rhynchitidae. De wetenschappelijke naam van de soort werd in 1842 gepubliceerd door George Robert Waterhouse.